# Leptostylis weddelli
Leptostylis weddelli är en kräftdjursart som beskrevs av Petrescu och H. Wittmann 2003. Leptostylis weddelli ingår i släktet Leptostylis och familjen Diastylidae. Inga underarter finns listade i Catalogue of Life.